# Eugene N. Foss
Eugene Noble Foss (24 de Setembro de 1858 – 13 de Setembro de 1939) foi um político e empresário americano de Massachusetts. Foss controlava um fabricante de equipamentos de ventilação industrial com sede em Boston e atuava nos partidos Republicano e Democrata. Foi brevemente membro da Câmara dos Representantes dos Estados Unidos e exerceu como o 45º Governador de Massachusetts (1911–1913). Era geralmente pró-negócios e anti-trabalhista, mas era a favor de tarifas reduzidas, principalmente para o comércio com o Canadá.

## Primeiros anos e negócios
Eugene Noble Foss nasceu no dia 24 de Setembro de 1858 em West Berkshire, Vermont, uma pequena cidade perto da Fronteira Canadá-Estados Unidos, filho de George Edmund e Marcia (Noble) Foss. O pai de Foss era um gerente politicamente ativo da St. Albans Manufacturing Company. A família mudou-se para St. Albans quando tinha dez anos. Foss estudou em escolas locais e depois frequentou a Franklin County Academy antes de matricular-se na Universidade de Vermont. Deixou a universidade depois de dois anos para buscar negócios. O irmão de Foss, George Edmund Foss, tornou-se advogado e político em Illinois.
Foss trabalhou pela primeira vez como vendedor ambulante, vendendo a tecnologia de secagem de madeira desenvolvida na empresa de seu pai para empresas mais a oeste. Também foi contratado pela B. F. Sturtevant Company de Boston para vender seus equipamentos relacionados à fábrica. Seu sucesso nessa função levou Benjamin F. Sturtevant, proprietário da última empresa, a oferecer à Foss um emprego de gerente nas instalações de Boston em 1882. A empresa, que começou a produzir equipamentos de ventilação industrial, diversificou-se para outros equipamentos industriais. Foss casou-se com a filha de Sturtevant, Lilla, no dia 12 de Junho de 1884 e tornou-se presidente da empresa após a morte do sogro em 1890. Sob a administração de Foss, a empresa cresceu, abrindo escritórios em outros países e expandindo suas instalações de produção para incluir o automóvel Napier americano. Renunciou ao cargo de presidente em 1909 para exercer atividades políticas.

## Carreira política

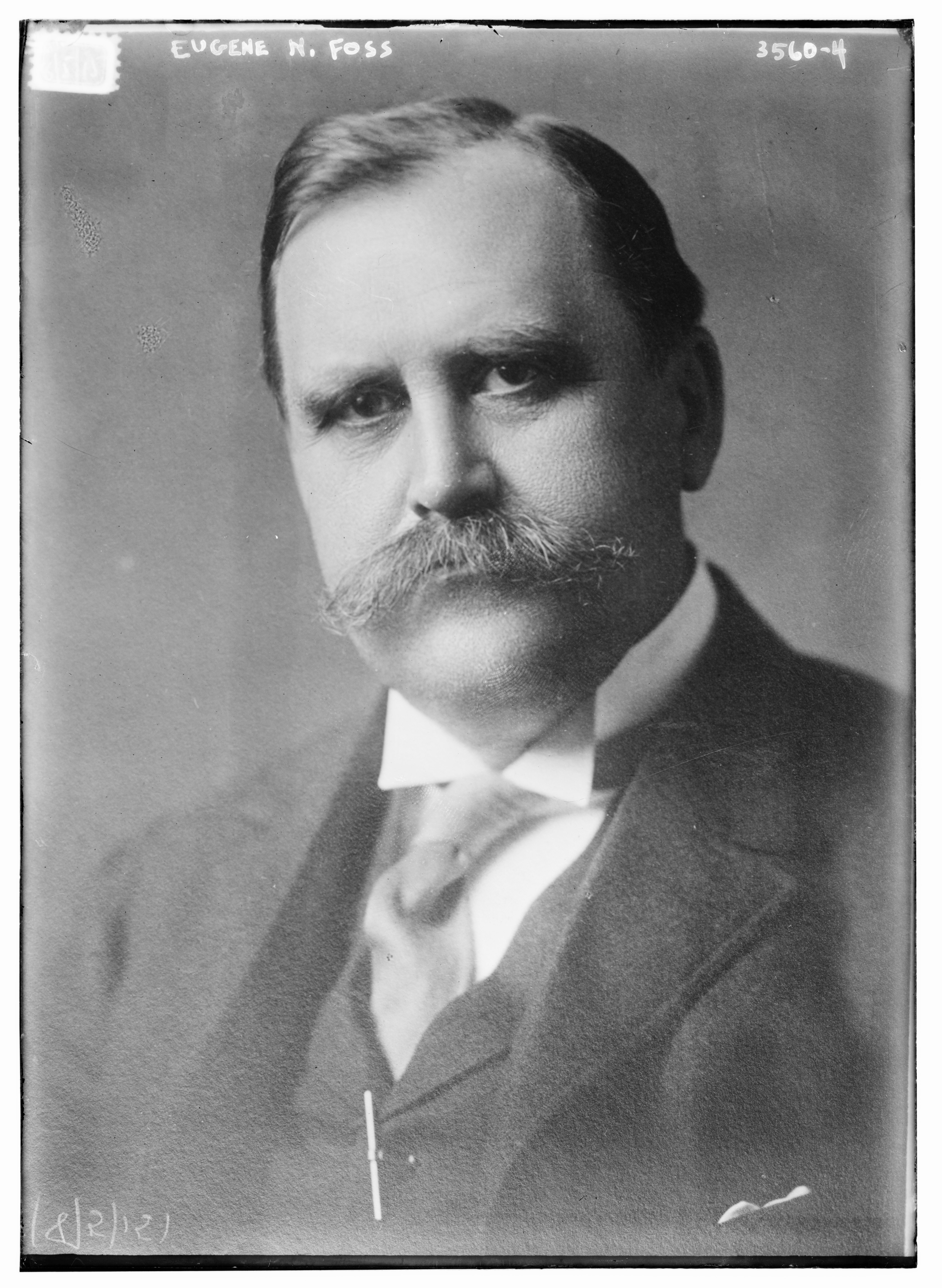
Eugene Foss (1915)

Foss foi politicamente Republicano por muitos anos, mas foi um defensor ferrenho da reciprocidade (redução de tarifas com o vizinho Canadá), ao qual muitos Republicanos opunham-se. Essa posição teve apoio popular, porque as tarifas eram em parte responsáveis pelo alto preço do carvão, do qual o estado dependia da pressão. Foi indicado para um "lugar seguro" em 1902 e tentou perturbar o establishment do partido de sua forte posição pró-tarifa. Esse esforço foi reprimido pelos líderes do partido (senador Henry Cabot Lodge e o Governador Winthrop Murray Crane), e Foss perdeu a eleição. Voltou a concorrer em 1904, com uma derrota ainda mais embaraçosa. Em seguida, falhou em uma tentativa da nomeação Republicana para vice-governador em 1906.
Durante o mandato do Governador Eben Sumner Draper (eleito pela primeira vez em 1908), as divergências do Partido Republicano do estado aprofundaram-se, e a reforma tarifária foi um dos fatores da divergência. Essa posição levou Foss a sair do partido, e entrou na chapa do Partido Democrata como candidato a vice-governador em 1909; os Republicanos venceram a eleição por uma pequena margem. Em Março de 1910, finalmente assumiu o cargo, ganhando uma eleição especial para um cargo na Câmara dos Representantes dos Estados Unidos, entrando em uma vaga causada pela morte de William C. Lovering.
Foss então anunciou sua intenção de disputar a indicação Democrata paragovernador. A convenção de indicação foi um assunto controverso, com os Democratas trabalhistas da antiga oposição opondo-se à sua indicação. Agitadores trabalhistas criticaram Foss por opor-se a projetos de lei que reduziram o máximo de horas de trabalho e por apoiar projetos de lei pró-negócios, como o que autoriza a fusão da Boston and Maine Railroad com a New York, New Haven and Hartford Railroad. A convenção terminou num impasse na segunda votação, entre Foss e o candidato do ano anterior, James H. Vahey. Houve brigas no chão, cadeiras foram jogadas e a convenção acabou nomeando um comitê para escolher um candidato. O comitê também entrou em impasse, desta vez entre Foss e Charles Sumner Hamlin. Nesse momento, Foss anunciou que pretendia concorrer independentemente, e exigiu essencialmente que o partido ratificasse sua indicação. Finalmente, em uma eleição por correio venceu por um único voto sobre Hamlin. Nas eleições gerais, os Democratas trabalhistas atacaram o histórico anti-trabalhista de Draper, enquanto Foss fez uma campanha essencialmente contra a posição pró-tarifa do Senador Lodge. Os Republicanos convocaram Theodore Roosevelt, na tentativa de retratar Draper favoravelmente. Foss venceu a eleição com 32.000 votos, mas foi o único Democrata a conquistar um alto cargo.
Foss exerceu três mandatos de um ano, durante os quais uma série de medidas de reforma foram promulgadas. Foss assinou medidas que abrangiam a responsabilidade do empregador e a remuneração dos trabalhadores, mas também vetou projetos de lei que autorizavam o mandato de professores e o direito ao protesto. Assinou um projeto de lei de reforma eleitoral que mudou as primárias para eleições diretas, e um projeto de lei definindo um salário mínimo para mulheres e crianças, e outro permitindo julgamentos pelo júri para casos que envolvam a violação de greves liminares. Também promoveu e assinou projetos de lei que beneficiaram seus próprios negócios. Em 1911, liderou uma campanha um tanto quanto estranha para privar o Senador Lodge de seu cargo; sua campanha acabou tendo o efeito oposto, essencialmente destruindo as chances de Democratas ou Republicanos progressistas de derrubarem Lodge.
O mandato de Foss incluiu a greve têxtil de 1912 em Lawrence, Massachusetts, que foi estimulada pela aprovação de uma lei que limitava o horário de trabalho de mulheres e crianças. Organizada pelos Industrial Workers of the World (IWW, ou "Wobblies"), a ação trabalhista uniu numerosos grupos de imigrantes e teve a participação de mais de 20.000 trabalhadores em todas as fábricas industriais da cidade. Incidentes de violência na greve fizeram com que Foss convocasse a milícia do estado, e Foss pressionou os proprietários das fábricas a resolver a ação, ameaçando denunciá-los.
Foss negou clemência a Clarence Richeson pelo assassinato sensacionalista de Avis Linell. Richeson, que havia comprovado crises de problemas mentais, foi condenado sem julgamento depois de declarar-se culpado das acusações. Seu caso levou a pedidos de reformas na gestão do estado e tratamento de pacientes mentais.
Em 1913, as políticas anti-trabalhistas de Foss haviam desencantado completamente a liderança Democrata do estado, e o Vice-Governador David I. Walsh anunciou que desafiaria Foss pela indicação Democrata. Foss não recebeu apoio do partido, mas foi-lhe oferecido (e recusou) a oportunidade de disputar a indicação ao Partido Progressista. Acabou pegando a papelada para a indicação Republicana, mas não qualificou-se para a cédula preliminar e acabou concorrendo nas eleições gerais como independente. Foi uma vitória esmagadora dos Democratas, e Foss ficou muito atrás dos outros três candidatos.
Posteriormente, Foss retomou suas atividades de fabricação anteriores e administrou suas grandes propriedades imobiliárias em Boston. Morreu em Jamaica Plain, Massachusetts, no dia 13 de Setembro de 1939 e está sepultado no Cemitério Forest Hills.